# أوين موران
أوين موران (بالإنجليزية: Owen Moran)‏ مواليد 04 أكتوبر 1884 في برمنغهام - الوفاة 17 مارس 1949 في برمنغهام، كان ملاكم محترف إنجليزي صنّف ضمن فئة وزن الريشة. دخل قاعة مشاهير الملاكمة الدولية.

## إحصائيات
خاض خلال مسيرته 101 نزالا، فاز في 70 وتعادل في 8 وخسر في 19. فاز بالضربة القاضية في 23 نزالا.

## روابط خارجية
- أوين موران على موقع بوكس ريك (الإنجليزية) (registration required)